# Jan Frans Estrix
Johannes Franciscus Xaverius (Jean-François-Xavier) Estrix (Mechelen, 5 april 1766 – 12 januari 1826) was een Zuid-Nederlands politicus.

## Levensloop
Hij was een zoon van Yves Estrix en Marie-Madeleine Scheppers. Hij trouwde in 1799 met Barbe de Nelis (1778-1864), dochter van ridder de Nelis, advocaat bij de Grote Raad van Mechelen. De familie Estrix of Esscherix telde in de zeventiende eeuw twee neven Estrix, die voorname geestelijken werden. Met name de jezuïet Egidius Estrix (Mechelen, 1624 - Rome, 1694), die talrijke theologische en polemische werken schreef en de augustijn Jean Estrix (Mechelen, 1602-1665) die prior was in verschillende kloosters en visitator van de kloosters voor de provincie Keulen, waar ook de Belgische kloosters toe behoorden.
Estrix was achtereenvolgens adjunct van de burgemeester en schepen te Mechelen. Tevens was hij lid van de Vergadering van grondwetsnotabelen voor het departement Twee Neten, arrondissement Mechelen op 14 augustus 1815, lid van de Provinciale Staten van Antwerpen en ten slotte lid van de Tweede Kamer der Staten-Generaal voor de provincie Antwerpen, van 1818 tot 1821. Vervolgens volgde hij Constant Emile de Bors na diens overlijden op als burgemeester. Dit laatste mandaat bekleedde hij tot aan zijn dood. Hij werd opgevolgd door Jean-Baptiste Olivier.
Op 16 december 1818 werd hij opgenomen in de erfelijke adel van het Verenigd Koninkrijk der Nederlanden. Hij verkreeg de titel van jonkheer.
Hij had een zoon, François Estrix (1800-1870), die in 1841 vergunning kreeg om aan zijn familienaam de Terbeek toe te voegen en in 1846 de titel ridder verkreeg, overdraagbaar bij eerstgeboorte. Hij werd majoor en vleugeladjudant van de generaal-bevelvoerder van de Burgerwachten in België. Hij trouwde met Marie-Elisabetrh Smeers (1825-1878). Ze hadden een zoon, Georges Estrix (1863-1880), die vrijgezel bleef en met wie de familie uitdoofde.